# Die Steege

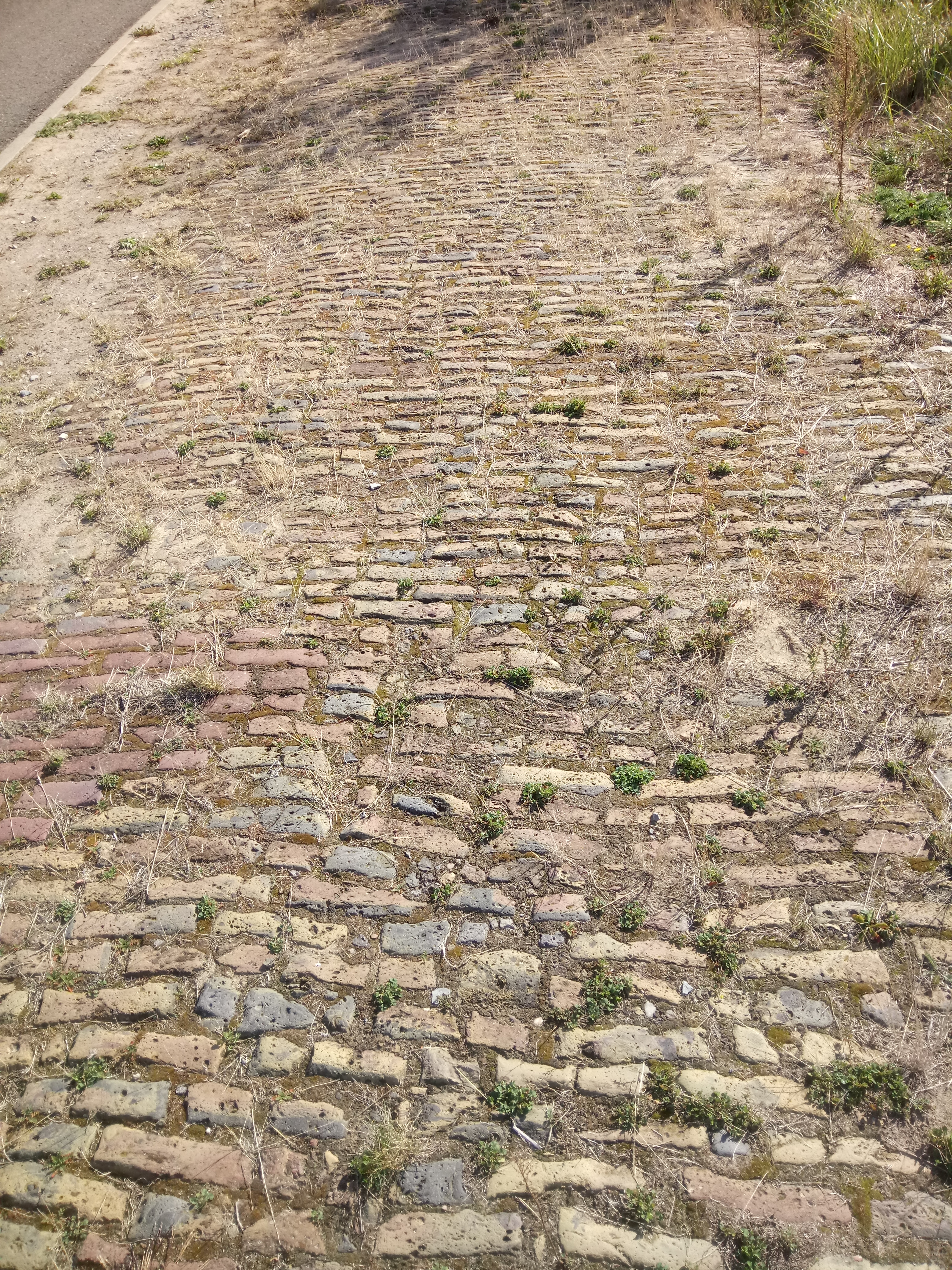
Schmergow, Ziegelpflasterweg Die Steege

Als Die Steege wird ein historischer Ziegelpflasterweg zwischen Schmergow und dem Trebelsee bezeichnet. Der Ziegelpflasterweg steht seit 2004 unter Denkmalschutz und ist unter der OBJ-Dok. Nummer 09190850 in das Denkmalverzeichnis der Gemeinde Groß Kreutz eingetragen.

## Geschichte
Nachweisbar seit dem 14. Jahrhundert verband ein Karrenweg einen Siedlungsplatz am Trebelsee der Havel mit der Ortslage von Schmergow. Nachgewiesen ist ebenfalls, dass im Jahr 1305 der Markgraf Hermann das Dorf Smergow mit einer Hofstelle genannt Trebegotz nördlich gelegen, vermutlich am Trebelsee für 475 Mark Brandenburger Silber an das Kloster Lehnin verkaufte. Trebegotz wurde nach dem Dreißigjährigen Krieg wüst, die Gegend wurde aber weiterhin landwirtschaftlich genutzt. Die Fischer nutzten den Weg zum See. Zum Ende des 19. Jahrhunderts, mit der Entdeckung von größeren Tonvorkommen errichteten die Schmergower Bauern erste Ziegeleien am Ufer des Trebelsees. 1886 wurde mit der Befestigung des Weges, Die Steege genannt begonnen. Sie wurde mit den sogenannten Fehlbrandziegeln gepflastert, die aufgrund mangelnder Qualität nicht verkäuflich waren. Die Ziegel stammten alle aus den örtlichen Ziegeleien, die bis in die 1930er Jahre handgestrichene Ziegel herstellten. 2012 wurden von der Ziegelpflasterung Verunreinigungen, Bewuchs und Ablagerungen entfernt und auf dem ehemaligen sandigen Sommerweg daneben eine neue asphaltierte Fahrbahn angelegt. Fahrzeuge müssen so den historischen Teil nicht mehr befahren.

## Verlauf
Die Steege zweigt von der Schmergower Dorfstraße zwischen den Hausnummern 13 und 14 gegenüber der Kirche nach Norden ab zum Trebelsee. Der Straßenzug verläuft annähernd in Nord-Süd-Richtung und führt gegenüber der umliegenden Landschaft etwas erhöht als Damm an Obstplantagen vorbei und durch ein feuchtes Wiesengebiet. Bei einer alten Eiche (Naturdenkmal 584-01 Stieleiche) biegt sie nach Nordwesten ab und führt vorbei an den Hängen des Trebelberges zum See. Der Belag aus Ziegeln ist fast durchgehend erhalten. Einige später ausgeführte, unsachgemäße Flickstellen aus Feldsteinen sind zu erkennen. Die überwiegend gelblichen Ziegel sind als Läuferverband angeordnet und hochkant im Sandbett in geraden parallelen Streifen verlegt. Stellenweise wurde ein Randstreifen aus drei Läuferreihen rechtwinklig zur Fahrbahn ausgebildet. Ein kleiner Teil der Pflasterung im südlichen Teil ist in Fischgrätenmuster ausgeführt. Die Straße ist etwas über einen Kilometer lang. Der Ausbau dieser Nebenstraße dürfte mit der Funktion als Verbindung zwischen dem Dorf, den Ziegeleien und der Verschiffung der Ziegel von der Kleinen Ablage am Trebelsee zusammenhängen.

## Bilder

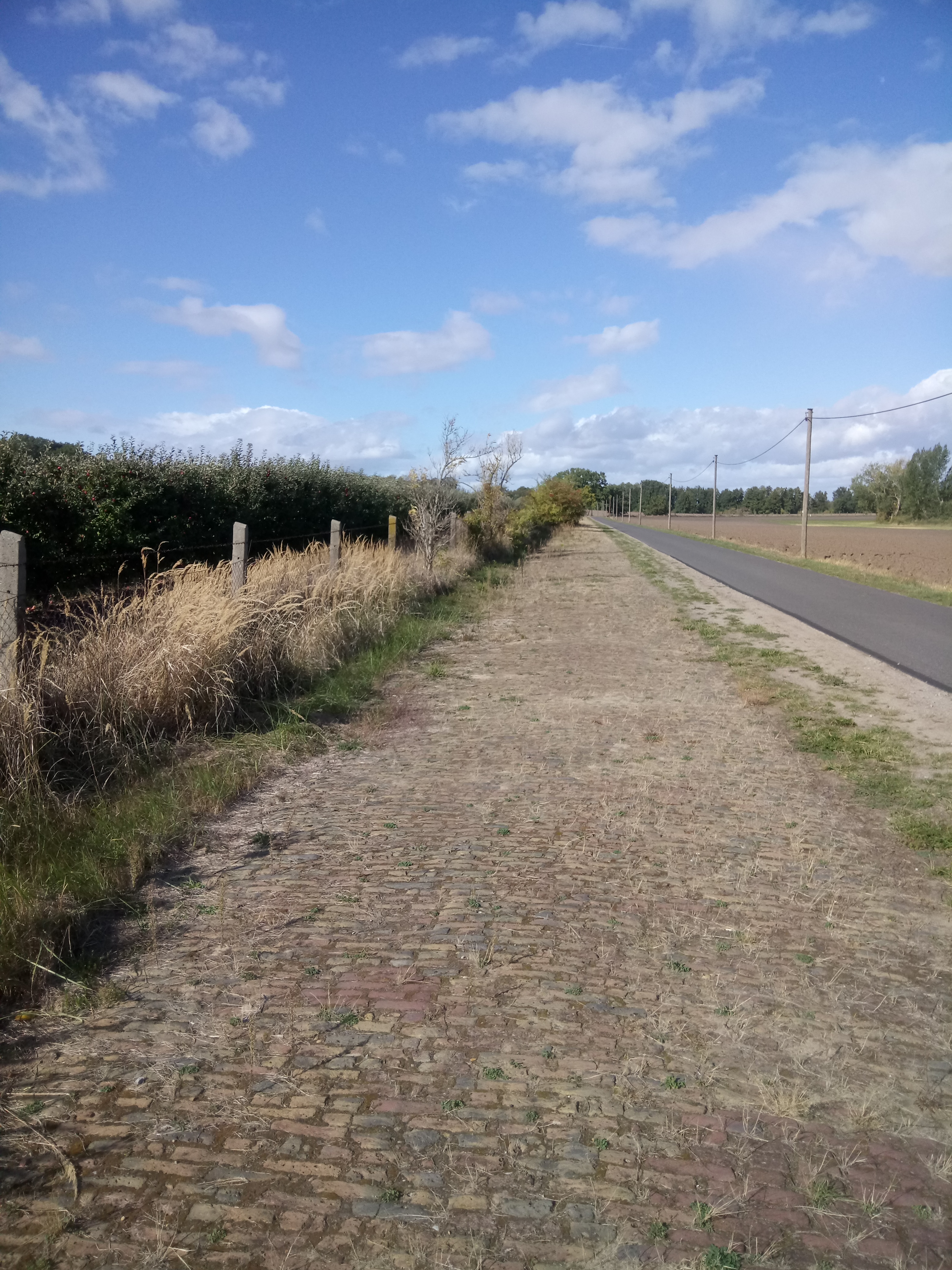
Gerade parallele Streifen (neue Straße daneben)
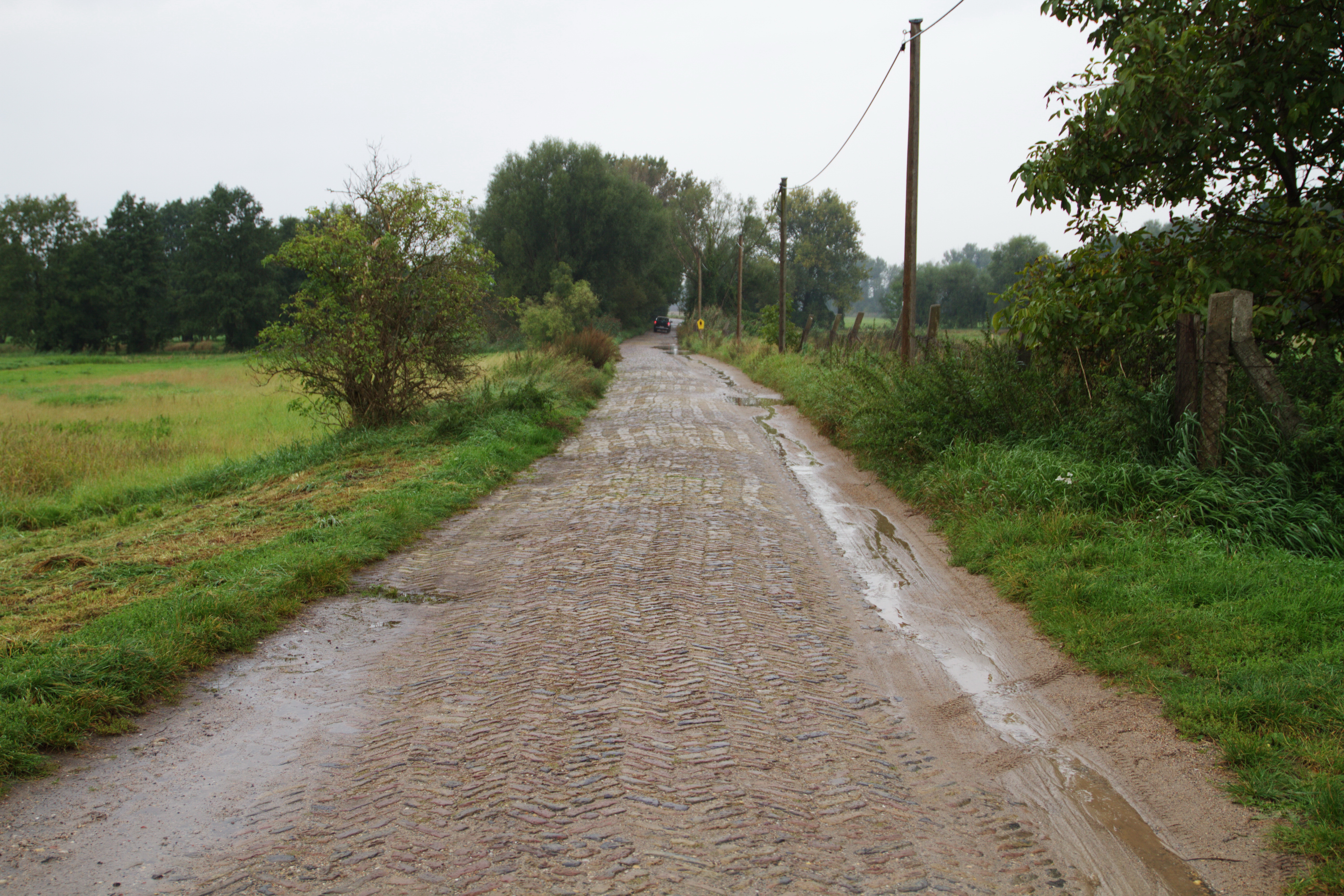
Fischgrätenmuster
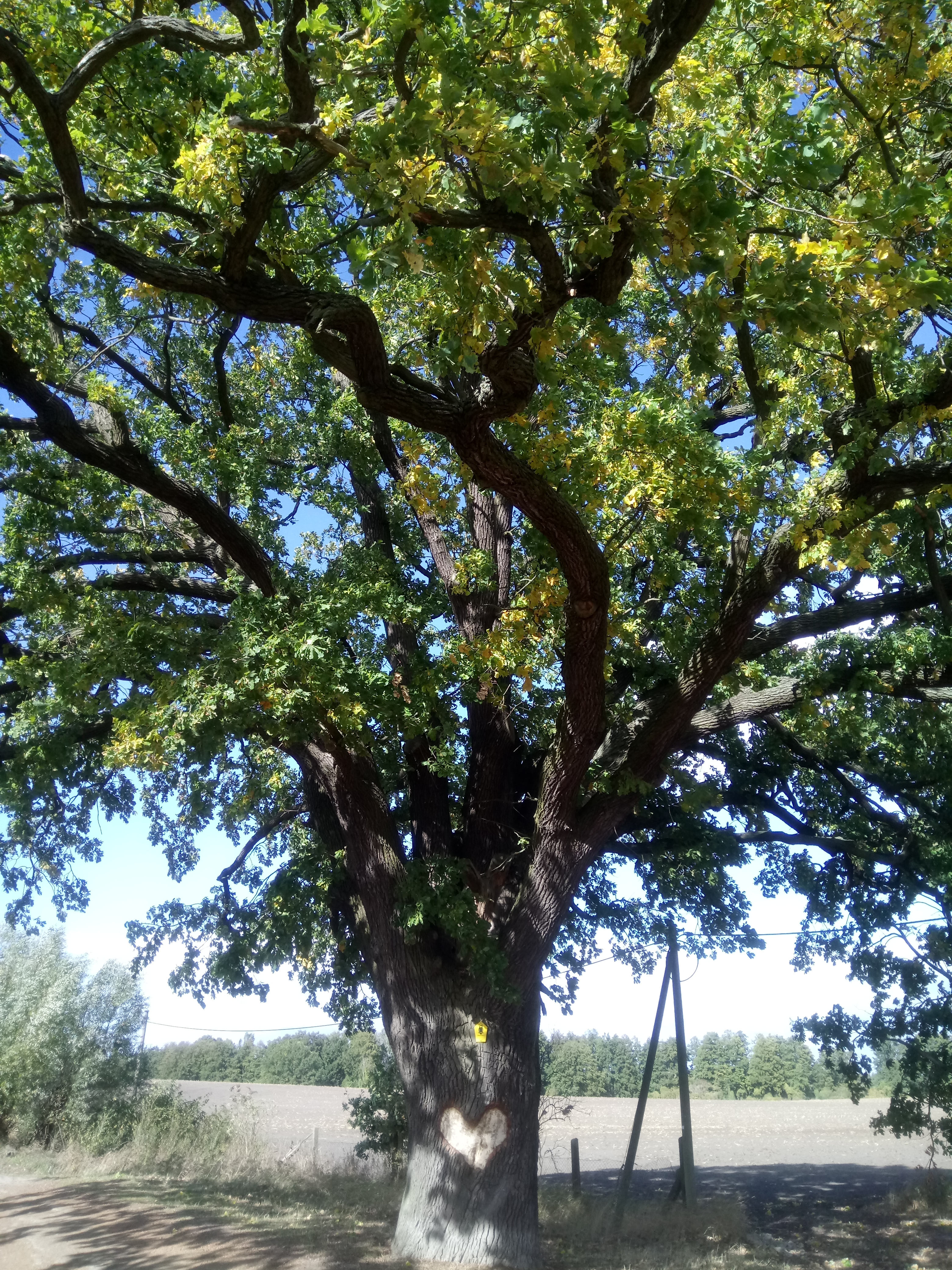
Eiche an der Steege ND 584-01